# Pedro Luiz Napoleão Chernoviz
Pedro Luiz Napoleão Chernoviz (nascido Piotr Czerniewicz, Łuków, 11 de setembro de 1812 – Paris, 31 de agosto de 1881) foi um médico, acadêmico e editor polonês que consolidou sua carreira e fama no Império do Brasil. Filho de um coronel, Chernoviz nasceu na cidade polonesa de Łuków e imigrou para o Brasil em meados do século XIX.
Chernoviz viveu sua infância e adolescência em um país controlado pelo Império Russo. No Congresso de Viena, em 1815, quando os Estados Europeus reorganizaram o continente depois das Guerras Napoleônicas, parte considerável dos territórios poloneses foi partilhada entre a Aústria-Hungria, a Prússia e a Rússia. Em meio a uma tensão sempre presente, o jovem Chernoviz iniciou, em 1829, os seus estudos na Universidade de Varsóvia, fundada poucos anos antes (em 1816). Nessa instituição, ele aprendeu suas primeiras lições sobre medicina. Lições essas que seriam interrompidas no ano seguinte. Fazendo parte de uma onda de revoltas, que iniciara na França e se expandira por vários países, em 29 de novembro de 1830, estourou, em Varsóvia, a chamada Revolução dos Cadetes, também conhecida como o Levante de Novembro, uma grande rebelião armada movida por jovens oficiais do exército polonês, em conjunto com a sociedade civil, contra o domínio russo na região. Ao lado de muitos outros companheiros e universitários, Pedro Chernoviz tomou parte nesse movimento. O levante não logrou o seu objetivo principal e as forças imperiais russas reagiram duramente, perseguindo e prendendo os envolvidos. Para escapar desse destino, milhares de poloneses emigraram do país; dentre eles, o jovem estudante de medicina. Assim, em 1831, Chernoviz decidiu rumar à França.
Ao deixar a Polônia, ele se estabeleceu no sul da França, no Departamento de Hérault, onde deu continuidade aos seus estudos ao ingressar na Faculdade de Medicina de Montpellier. Seis anos mais tarde, em 24 de novembro de 1837, Chernoviz obteve o seu diploma, após a defesa de uma tese intitulada “Diagnostic Spécial et Différentiel des Tumeurs du Scrotum " . Uma vez portador do título de Doutor em Medicina e ávido por angariar reconhecimento e retorno financeiro, ele embarcou em uma viagem só de ida para o Brasil, um império territorialmente vasto e, a princípio, repleto de oportunidades para um médico recém-titulado.
Nos primeiros meses de 1840, Pedro Chernoviz desembarcou no Rio de Janeiro e em menos de um ano teve seu diploma reconhecido e se tornou membro da prestigiada Academia Imperial de Medicina. No entanto, para se sustentar e acumular uma boa quantia de capital, notou que não bastaria, tão somente, pôr em prática o que aprendera em Varsóvia e em Montpellier. Isso porque, em meados do século XIX, os conhecimentos sobre saúde e doença, bem como a prática da medicina no Brasil, variava conforme os seus praticantes e seus clientes: até o início do século XX, pelo menos, o exercício da medicina era função de médicos diplomados e de diversos outros profissionais que não portavam um diploma (como curandeiros e rezadeiros, por exemplo), mas que, devido o conhecimento que possuíam a respeito de ervas e dos corpos humanos, aplacavam os males físicos das pessoas que procuravam os seus cuidados. Quando o médico polonês chegou ao Brasil, a medicina acadêmica (ensinada nas faculdades) dividia espaço com uma “outra medicina”  , muito mais popular e acessível às comunidades brasileiras, especialmente, àquelas que habitavam o interior do país. Percebendo o que considerava ser um espaço passível de ser ocupado, Chernoviz resolveu investir em um outro nicho da atividade médica, o editorial.
Assim, Pedro Chernoviz dedicou-se a produzir e a publicar, em língua portuguesa, manuais de medicina  destinados tanto para os médicos quanto para as pessoas leigas. Em 1841, pela Edouard e Henri Laemmert Editora, lançou seu “Formulário ou Guia Médico”, um livro escrito para profissionais da medicina em que descrevia remédios, apresentava fórmulas medicamentosas e orientava sobre sua utilização, conforme as diferentes moléstias que acometiam os corpos saudáveis. Pouco tempo depois do lançamento desse formulário, publicou, entre 1842 e 1843, outra importante obra, o “Dicionário de Medicina Popular e das Ciências Acessórias”, um manual de medicina popular feito para atender às demandas, no que dizia respeito à saúde, da comunidade leiga brasileira. Nesse último livro, que contou com seis edições, Chernoviz empenhou-se em descrever, cuidadosamente, as diversas doenças que afetavam os seres humanos, as suas causas, os seus sintomas e os seus tratamentos.
No Brasil, o Doutor Chernoviz, como passou a ser conhecido, conheceu e se casou com uma mulher franco-brasileira chamada Julie Bernard. Com ela, teve seis filhos. Em 1855, mais de quinze anos após ter deixado a Europa, ele retornou à França ao lado de sua esposa e de seus filhos. Na França, Chernoviz continuou com o seu empreendimento editorial e fundou uma empresa gráfica para imprimir as várias edições de suas obras . Pedro Chernoviz morreu em 1881, na capital francesa, aos sessenta anos de idade, com um prestígio e um rendimento financeiro bem consolidados. 